# 테네리페 트램
테네리페 트램(스페인어: Tranvía de Tenerife 트란비아 데 테네리페[*])은 스페인 카나리아 제도 테네리페섬 산타크루스데테네리페를 중심으로 산타크루스데테네리페 대도시권에서 운행되는 트램이다. 테네리페 시의회가 80%의 지분을 보유하고 있는 메트로폴리타노 데 테네리페에 의해 운영되고있다. 2007년 6월에 1호선이, 2009년에 2호선이 운행을 시작했다. 1호선과 2호선은 오스피탈 우니베르시타리오 정류장과 엘 카르도날 정류장에서 연결하고 있다. 카나리아 제도에서 운행되는 유일한 전차이다.

## 본문
- 테네리페 트램  - 공식 웹사이트